# Villamorel
Villamorel (llamada oficialmente San Xoán de Vilamourel) es una parroquia española del municipio de Paderne, en la provincia de La Coruña, Galicia.

## Otras denominaciones
La parroquia también se denomina San Juan de Vilamourel o San Xoan de Vilamourel.

## Entidades de población
Entidades de población que forman parte de la parroquia:
- Altamira (A Altamira)
- A Pedrosa
- A Rúa
- As Condomiñas
- Calzada (A Calzada)
- Medín
- O Furado
- O Pozo

## Despoblados
- Batán (O Batán)
- Teixeiro
- Chelo

## Demografía
| Gráfica de evolución demográfica de Villamorel entre 2000 y 2019 |
|                                                                  |
| Datos según el nomenclátor publicado por el INE.                 |